# 武井梨夏
武井 梨夏（たけい りか、1994年3月7日 - ）は日本の女優。東京都出身。

## 出演

### 舞台
- ショートストーリーズvol.5「マリッジブルーコンプレックス」[2]